# 曹福元
曹福元（1857年—1918年），原名元菼，字仲修、再韓、號邃翰、邃庵，江蘇吳縣（今江蘇省蘇州市）人，清朝政治人物、進士出身。諡文悫。

## 生平
光緒八年，鄉試中舉；光緒九年，登進士，授翰林院庶吉士。光緒十二年，任翰林院編修。光緒二十年，任廣西正考官。光緒二十四年，任本衙門撰文官，后任功臣館纂修官。光緒二十五年，任教習庶吉士、武英殿提調官。光緒二十七年，任國史館纂修官、文淵閣校理。光緒二十八年，任編書局總纂、山西鄉試正考官、河南開歸陳許道。

## 家庭
- 宋武惠王曹彬之後。八世祖曹侍楼，明代诸生，清初由安徽歙縣遷籍江蘇吳縣[3]。
- 曾祖父曹炯，字敬堂，國學生；曾祖母張氏。曾伯祖父曹烜。
- 祖父曹維坤，字雲州，國學生，名醫；祖母陶氏。伯祖父曹楙坚。
- 父曹毓俊，字錦濤，醫號承洲。同治丁卯舉人。祖母倪氏。
- 叔父曹毓秀（1842年-1912年），字實甫，醫號春洲。著有《餐華舘詩集》、《雪蕉軒詞集》[4]。
- 叔父曹毓英（1842年-1905年），改名锺英，號紫荃。歴任内阁中書，恊辦侍讀，浙江截取同知，候补知府。
- 兄曹元恒（1849年-1931年），字智涵，醫號沧州，名醫。著有《御醫请脉详志》、《霍亂救急便覧》、《曹沧州醫案》。
- 弟曹元弼（1867年-1953年），字穀孫、師鄭、懿齋，號叔彦、新羅仙吏、復禮老人。清朝末年、民國時期學者。
- 妹曹元儒，字紉蘭。
- 堂弟曹元忠（1865年-1923年），字君直，號夔一、揆一，曹毓秀長子。歴任内閣中書、内閣侍讀學士、資政院議員。精於詩詞、校勘版本學。著有詞集《雲瓿詞》、《凌波詞》，及《沙州石室文字記》、《禮議》、《箋經室遗集》等。

- 長子曹岳申（1879年-1945年），字崧乔。
- 次子曹岳峻（1881年-1969年），字惕寅。